# Белые наёмники в Конго
Белые наёмники в Конго (фр. Mercenaires blancs au Congo) — уроженцы стран Африки (африканеры и другие потомки европейских колонизаторов) и Европы, участвовавшие в различных военных конфликтах на территории Республики Конго (Леопольдвиль), Заира и Демократической Республики Конго. Начиная с 1960 года через конголезские войны прошли южноафриканцы, родезийцы, британцы, ирландцы, немцы, бельгийцы, французы, испанцы, итальянцы, сербы, белорусы, россияне, украинцы, грузины и некоторые другие.
В 1960-е иностранцы смогли фактически переломить ход войны в пользу правительства. В последующем опыт использования наёмников в Конго применялся западными спецслужбами в гражданской войне в Анголе.
Именно здесь началась наёмническая карьера самых знаменитых военных авантюристов XX века. Конголезские и другие события 1960—1970-х годов сформировали современные представления и стереотипы о наёмниках.

## История
Практика наёмничества, которая приостановилась в годы мировых войн, возродились в 60-е годы XX столетия, когда началась деколонизация Африки. В африканских странах, где колониальные административные структуры распались, а вооружённые силы находились в стадии формирования, немедленно началась вооружённая борьба за власть. В этой ситуации правительствам молодых держав оказались необходимы профессиональные военные, особенно с опытом боевых действий. Одной из таких стран стало Бельгийское Конго.

### Республика Конго

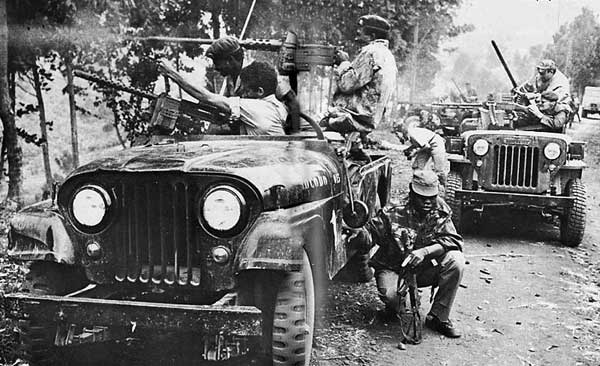
Иностранные наёмники и конголезские военные в перестрелке с мятежниками.

США и Бельгия, будучи основными союзниками правительственных войск в конфликте, не возражали против привлечения официальными властями страны наёмных войск, при условии, что среди них не будет их сограждан. Относительно жителей Бельгии, впрочем, это условие было нарушено. В целом, в Конголезском кризисе на той или иной стороне сражались уроженцы Великобритании, Франции, Западной Германии, ЮАР, Родезии, Ирландии, Испании и Италии.
Одним из первых иностранных боевиков в конфликте задействовали катангские сепаратисты. Основным ядром и ударной силой их армии стали именно белые наёмники. Их максимальное количество за всё время гражданской войны не превышало 500 человек. Общее командование осуществлял на начальный момент Робер Фольк. Наёмники активно противостояли не только правительственным частям, но и международным силам ООН (первое крупное столкновение произошло в апреле 1961 года). В боях с «голубыми касками» наёмники отметились в боях за Жадовиль против ирландских военных под командованием Патрика Куинлана. Примечательно, что на стороне катангцев, кроме других наёмников, выступали их соотечественники. В целом, иностранные боевики плохо выдерживали бои против сил ООН . Однако иностранцы успешно боролись с правительственной армией и ополчением народности балуба.
Самым боеспособным иностранным подразделением катангцев стал отряд «Коммандо 4» под началом Майка Хоара, который в декабре 1961 года расформировали. Однако бывший командир собрал новую группу, получившую название «Коммандо 5». Параллельно формируется группа Боба Денара — «Коммандо 6». Жан Шрамм, ещё один видный деятель западноевропейского наёмничества, командовал подразделением «Коммандо 10».
Эти формирования сражались уже на стороне Конголезской национальной армии. Официальные власти заручились услугами наёмников из-за нежелания США напрямую помогать в подавлении восстания Симба. Наёмные части сыграли ведущую роль в освобождении от мятежников города Стэнливиль и операции «Красный дракон». К началу 1965 года, когда конголезское правительство вытеснило мятежников из большей части Восточного Конго, иностранцам было поручено обеспечить безопасность границы (так, например, государственную границу с ЦАР охранял испанский отряд численностью в сто человек), восстановить линии связи и зачистить остатки сопротивления.
ЦРУ и бельгийское руководство активно поддерживали деятельность всех формирований, участвовавших в конфликте на стороне властей.
Отряды проправительственных иностранных боевиков испытывали нехватку оборудования, имели плохую подготовку и проблемы с дисциплиной, страдали алкоголизмом, наркоманией и гомосексуализмом. Также они часто совершали противоправные действия. Так, в отвоёванных районах наёмники совершали несанкционированные убийства, пытки, грабежи и изнасилования. В Стэнливиле иностранные бойцы зарабатывали обыском трупов в поисках наличных денег и взломом банковских сейфов. Некоторые были позже осуждены конголезскими судами за непреднамеренное убийство.
При всем том наёмники многое сделали в защиту белого населения Конго от насилия мятежников.
В 1967 году в Стэнливиле наёмные войска подняли мятеж, выступив против смещения Моиза Чомбе с поста премьер-министра, с которым они сотрудничали с 1960 года. Иностранные боевики потерпели поражение, а все их подразделения были расформированы.

### Республика Заир

Рисунок Ј-21 Јастреб ВВС Заира. Подобный использовался «Белым легионом».

В ноябре—декабре 1996 года при непосредственном участии французских спецслужб было сформировано подразделение «Белый легион». Его возглавил бельгиец Кристиан Тавернье. Формирование присоединилось к армии режима Мобуту Сесе Секо. Отряды боевиков были достаточно хорошо вооружены: в их арсенале имелось и стрелковое оружие, и даже авиация.
В подразделении служили граждане таких стран как Франция, Великобритания, Бельгия, Италия, Ангола, Мозамбик, ЮАР и Марокко. Основу составили сербы, в том числе из Республики Сербской, а также бывшей Республики Сербская Краина. Их в соединении было порядка ста человек. Встречались также россияне и украинцы.
20 января 1997 года заирские части при поддержке иностранцев начали наступательную операцию против сил оппозиции, но она провалилась на начальном этапе. Заметную роль в нем
сыграла лишь авиация «Белого легиона», которой удалось уничтожить несколько автоколонн группировки «Альянс демократических сил за освобождение Конго» с боеприпасами и несколько замедлить наступление повстанцев в районе Валикале. Также при её активной поддержке была разгромлена попавшая в засаду в районе Кинду колонна повстанческих войск. 2 февраля, после тяжёлых боев, части под командованием Тавернье оставили Ватсу. 10 марта отряд наёмников вместе с бойцами армии Заира в 60 км от Кисангани остановил продвижение повстанцев и отбросил их на пять километров. Однако эта победа не принесли результатов, поскольку 15 марта город пал. В конце марта в Киншасе «Белый легион» был распущен.

### Демократическая Республика Конго
В 1999 году ВВС ДРК приобрели в Грузии четыре штурмовика Су-25 постройки Тбилисского авиационного завода, в том числе два самолёта постройки 1991 года (заводские номера 25508110578 и 25508110579, бортовые номера ВВС ДРК FG-500 и FG-501) и два самолёта новой постройки 1999 года (заводские номера 25508110580 и 25508110581, бортовые номера ВВС ДРК FG-502 и FG-503). Доставка машин из Тбилиси была осуществлена в конце 1999 — начале 2000 года, после чего данные четыре штурмовика составили основу боевого потенциала конголезской авиации, базируясь преимущественно на аэродроме Гома. Полёты на них осуществлялись нанятыми в СНГ лётчиками.
В декабре 2006 года белорусский лётчик Олег Лихоткин, который работал в стране военным инструктором с 2001 года, был потерян вместе с бортом FG-503. Официально он числится пропавшим без вести. По другим данным, белорус либо погиб, либо был пленён (якобы пилот из-за плохой погоды вынужден был сесть в Руанде, где оказался в тюрьме). По другой версии, озвученной бывшим коллегой Лихоткина, его выкрали американцы.
В июне 2007 года упал Су-25 под номером FG-501, на котором погиб украинский авиатор Моргатов.
В 2015—2019 годах проходила информация, что белорусы обучают конголезских лётчиков и техников.
27 февраля 2017 года в районе города Рутшуру боевики-тутси сбили два правительственных вертолёта Ми-24, на которых находились два грузина, три белоруса и три конголезца (см. Катастрофа двух Ми-24 в ДР Конго (2017)).
Двое граждан Грузии ранее служили в военно-воздушных силах своей страны, но потеряли место работы в связи с сокращениями. После этого они уехали в Демократическую Республику Конго, где нашли вакантные места в вооружённых силах. Граждане Белоруссии, составлявшие второй экипаж, согласно онлайн-изданию «Политринг», являлись военными специалистами, направленными в страну для поддержки и подготовки конголезских военнослужащих. Однако как сообщили в программе Новости «24 часа» на СТВ, они действовали как частные лица.
В январе 2023 года всплыла информация, что в стране присутствуют наёмники из Болгарии и Румынии, а также отряды ЧВК Вагнер.

## В культуре
- Документальный фильм «Прощай, Африка» (Италия, 1966)
- Документальный фильм «Смеющийся человек: Признание убийцы» (ФРГ, 1966)